# Heidenhain
A felső-bajorországi Traunreutban működő Dr. Johannes Heidenhain GmbH a mechatronikai mérőrendszerek német gyártója. Az út- és szögelfordulásmérők, forgóadók, mérőtapintók mellett helyzetkijelzőket, CNC vezérlőket, munkadarab- és szerszámbemérő tapintókat is fejleszt és gyárt. Termékeit automatizált gépekben és berendezésekben, elsősorban szerszámgépekben és a mikroelektronikai ipar gyártóberendezéseiben használják.

## A cég története

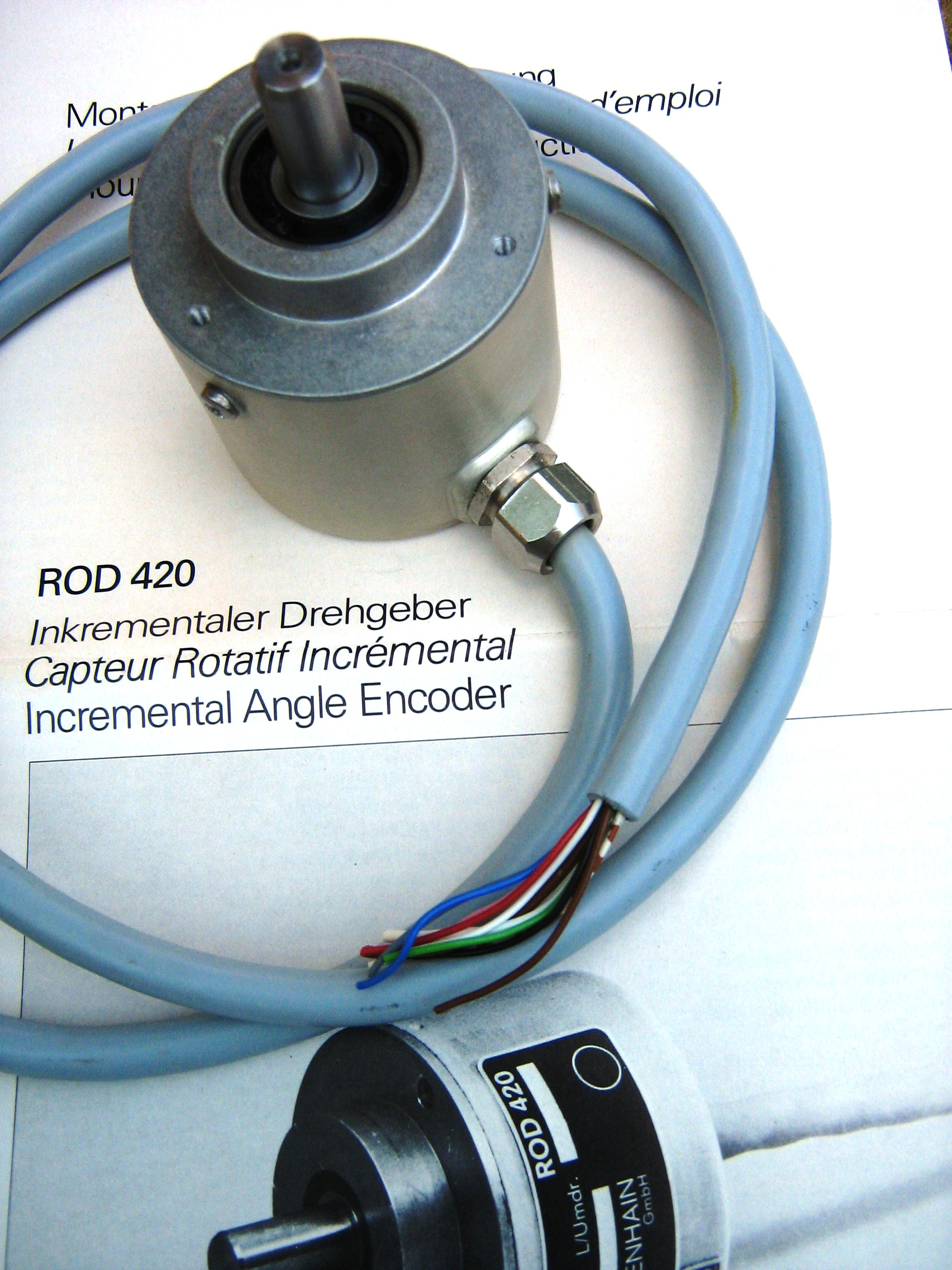
ROD 420

A cég elődjét, egy fémmarató vállalkozást - amely akkoriban a sablonok, a cég- és típustáblák mellett osztásskálákat is gyártott - Wilhelm Heidenhain alapította 1889-ben Berlinben. A Heidenhain-nél 1928-ban fejlesztették ki a Metallur eljárást, amit szabadalmaztattak. Ez az ólomszulfidos másoló eljárás először tette lehetővé, hogy egy mesterosztást egy fém felületre pontosan átmásoljanak és ezt az iparban hasznosítsák. 1932-ben elhunyt a cégtulajdonos Wilhelm Heidenhain és ekkor fia, Dr. Johannes Heidenhain – aki már 1929 óta résztulajdonos volt – vette át a cég irányítását. A Heidenhain 1936-ban ± 15 µm pontosságú útmérő léceket, 1943-ban ± 3 szögmásodperc pontosságú osztástárcsákat gyártott. Jelenleg a Heidenhain ± 0,5 µm pontosságú útmérőket is gyárt.
A második világháború után 1948-ban alapította Traunreutban a névadó a Dr. Johannes Heidenhain GmbH közvetlen elődjét. A Diadur eljárás feltalálása tette lehetővé, hogy igen finom króm struktúrákat tetszőleges hordozóra, például üvegre felvigyenek. Ezt használta a Heidenhain az árat is mutató mérlegskálák és más feliratos tárcsák előállításához. A Diadur eljárás 1950. február 28-án kapta meg a szabadalmi oltalmat. 1952-ben a Diadur eljárásra alapozva vette fel a cég a gyártási programjába az optikai pozíciómérő rendszereket. 1961-ben jelentek meg az első fotoelektromos elven működő út- és szögelfordulásmérők. Hagyományos szerszámgépekre 1968 óta szerelhetők fel Heidenhain számjegyes helyzetkijelzők.
A cég jövőjének biztosítása érdekében az 1960-as évek végén a cég 90%-ának tulajdonosa egy alapítvány lett. A fennmaradó 10% családi tulajdonban maradt.
1976-ban fejlesztették ki az első Heidenhain CNC vezérlőt. 1987-ben kezdték meg az interferenciális mérési elven működő útmérők sorozatgyártását, melyek egy nanométeres mérési lépéseket is lehetővé tesznek. 1995-ben jelent meg az abszolút pozícióinformációk nagysebességű továbbítására szolgáló EnDat kétirányú soros interfész. A digitális hajtásszabályzás, az előtoló- és a főmotorok 1996-tól bővítik a termékválasztékot.
2007-től megjelennek az FS (Functional Safety = funkcionális biztonság) megjelölésű mérőrendszerek a hangsúlyozottan biztonságos alkalmazások számára.
A Heidenhain 2010-ben a világ több mint 50 országában képviselteti magát, többnyire saját leányvállalataival. Világszerte kb. 7000 fő dolgozik a cégcsoport vállalatainál, ebből kb. 2500 a németországi Traunreutban.
2009 végéig több mint 8 millió forgóadót és szögelfordulásmérőt, több mint 4,5 millió útmérőt, kb. 450 ezer helyzetkijelzőt és kb. 220 ezer CNC vezérlőt gyártott a Heidenhain.

## Külső hivatkozások
- http://www.heidenhain.hu
- http://www.heidenhain.de